# Byeonsanbando-Nationalpark
Der Byeonsanbando-Nationalpark (koreanisch 변산반도국립공원) ist einer von 22 Nationalparks in Südkorea. Er wurde 1988 als 19. Nationalpark an der Westküste des Landes eingerichtet.

## Geographie
Der Byeonsanbando-Nationalpark befindet sich rund 50 km südwestlich von Jeonju (전주시) im Landkreis Buan-gun (부안군) der Provinz Jeollabuk-do (전라북도). Der 154,644 km² große Nationalpark besitzt in seiner Südwest-Nordost-Ausdehnung eine Länge von rund 22 km und misst an seiner breitesten Stelle rund 11 km. Der Park ist in zwei Sektionen aufgeteilt, den Oebyeonsan (외변산) genannte Teil, der die Nordwestküste umfasst und den inländischen Teil, der als Naebyeonsan (내변산) bezeichnet wird und die Berglandschaft umfasst.
Der höchste Berg im Nationalpark ist der Gisangbong (기상봉), der eine Höhe von 509 m aufweist. Nach Südwesten flachen die Berggipfel mit dem Gamnamsan (갑남산) auf bis zu 409 m ab. Im nordwestlichen Teil der Berge des Nationalparks befindet sich der Buan-Stausee (부안호), der sich ähnlich der Form eines chinesischen Drachen rund 7 km durch die Täler der Berge schlängelt. Am nördlichen Ende des Stausee befindet sich eine Wasserkraftwerk zur Stromerzeugung. Sieben weitere kleinere Stauseen dienen der Trinkwasserversorgung und der Nutzwasserversorgung der Landwirtschaft im Landesinneren außerhalb des Nationalparks.

## Geologie
Die Bergformationen des Nationalparks sind vulkanischen Ursprungs und bestehen aus Rhyolith, die in der Kreidezeit entstanden sind. Die Schichtungen der Ablagerungen vulkanischen Ursprungs sind besonders gut an den Chaeseokgang-Klippen (부안 채석강) zu erkennen, die sich an der Küste am östlichen Ende des Nationalparks aus dem Meer erheben.

## Geschichte
Byeonsanbando wurde am 2. Dezember 1971 von der Regierung der Provinz Jeollabuk-do als Provinz-Park ausgewiesen. Am 11. Juni 1988 erfolgte dann die Höherstufung zum Nationalpark durch das Ministerium für Land, Transport und maritime Angelegenheiten. Am 30. August 2003 wurde die Fläche des Parks von 155,924 km² auf 154,715 km² und am 7. Dezember 2006 noch einmal auf 154,664 km² korrigiert. Am 5. Oktober wurde dann das Büro des Nationalparks in seinen heutigen Namen Byeonsanbando National Park Office umbenannt.

## Flora und Fauna
In dem von jährlich rund 1,5 Millionen Touristen besuchte Nationalpark wurden 877 verschiedene Pflanzenarten und 996 unterschiedliche Arten aus der Tierwelt angetroffen. Die in dem Park vorkommende Chinesische Stechpalme, die Ilex crenata, auch eine Stechpalmenart, die Silber Magnolien und die Abeliophyllum distichum stehen in Südkorea unter Naturschutz.